# Накадзима, Акико
Акико Накадзима (яп. 中嶋 彰子, 1975, Токио) — японская оперная и концертная певица (сопрано).

## Биография
Завоевала первую премию на Австралийском вокальном конкурсе. Дебютировала в Австралийской опере в роли Сервилии в Милосердии Тита (дирижёр Кристофер Хогвуд), а затем в театре Сан-Карло в Неаполе, исполнив партию Мюзетты в Богеме.
Живет в Вене.

## Репертуар
- Гендель Альцина (заглавная партия)
- Моцарт Свадьба Фигаро (Сюзанна), Волшебная флейта (Памина), Похищение из сераля (Констанца), Так поступают все (Деспина)
- Беллини Сомнамбула (заглавная партия)
- Доницетти Любовный напиток (Адина), Дочь полка (заглавная партия), Дон Паскуале (Норина), Лючия ди Ламмермур (заглавная партия, за её исполнение номинирована журналом Opernwelt на звание певицы 1998 года)
- Карл Мария фон Вебер Волшебный стрелок (Анна)
- Россини Севильский цирюльник (Розина), Турок в Италии (донна Фьорилья)
- Легар Царевич (Соня), Граф Люксембург (Ангелика)
- Верди Травиата (Виолетта)
- Иоганн Штраус Ночь в Венеции (Аннина)
- Пуччини Мадам Баттерфляй (заглавная партия)
- Хумпердинк Гензель и Гретель (Гретель)
- Рихард Штраус Кавалер розы (Софи), Арабелла (Зденка)
- Стравинский «Похождения повесы» (Анна Трулав)
- Филип Гласс Брак между зонами 3, 4 и 5 (либретто Дорис Лессинг)

Исполняла также Страсти Баха, симфонию № 9 Бетховена,
песни Шуберта и Вольфа, Немецкий реквием Брамса, Шехерезаду Равеля, Семь смертных грехов Курта Вайля.

## Творческое сотрудничество
Выступала в Италии, Германии, Австрии, Великобритании, Японии с такими дирижёрами, как Лорин Маазель, Андре Превен, Зубин Мета, Сэйдзи Одзава, Шарль Дютуа, Казуси Оно, Герберт Блумстедт, Чон Мён Хун, Томас Хенгельброк.